# Cessnock, New South Wales
Cessnock là một thị trấn tại New South Wales, Úc.

## Địa lý
Thị trấn nằm trong vùng đất giàu phù sa và núi lửa của thung lũng Hunter. Dãy Brokenback (một phần của dãy Great Dividing) nằm ở phía tây Cessnock. 

### Khí hậu
Cessnock có khí hậu cận nhiệt đới ẩm (phân loại khí hậu Köppen Cfa) với mùa hè nóng bức và mùa đông mát mẻ, đôi khi có sương muối.
| Dữ liệu khí hậu của Cessnock            | Dữ liệu khí hậu của Cessnock | Dữ liệu khí hậu của Cessnock | Dữ liệu khí hậu của Cessnock | Dữ liệu khí hậu của Cessnock | Dữ liệu khí hậu của Cessnock | Dữ liệu khí hậu của Cessnock | Dữ liệu khí hậu của Cessnock | Dữ liệu khí hậu của Cessnock | Dữ liệu khí hậu của Cessnock | Dữ liệu khí hậu của Cessnock | Dữ liệu khí hậu của Cessnock | Dữ liệu khí hậu của Cessnock | Dữ liệu khí hậu của Cessnock |
| Tháng                                   | 1                            | 2                            | 3                            | 4                            | 5                            | 6                            | 7                            | 8                            | 9                            | 10                           | 11                           | 12                           | Năm                          |
| --------------------------------------- | ---------------------------- | ---------------------------- | ---------------------------- | ---------------------------- | ---------------------------- | ---------------------------- | ---------------------------- | ---------------------------- | ---------------------------- | ---------------------------- | ---------------------------- | ---------------------------- | ---------------------------- |
| Cao kỉ lục °C (°F)                      | 45.0 (113.0)                 | 46.8 (116.2)                 | 39.3 (102.7)                 | 35.2 (95.4)                  | 29.2 (84.6)                  | 25.3 (77.5)                  | 25.3 (77.5)                  | 30.0 (86.0)                  | 34.9 (94.8)                  | 38.6 (101.5)                 | 44.5 (112.1)                 | 42.5 (108.5)                 | 46.8 (116.2)                 |
| Trung bình ngày tối đa °C (°F)          | 30.1 (86.2)                  | 29.2 (84.6)                  | 27.3 (81.1)                  | 24.1 (75.4)                  | 20.7 (69.3)                  | 17.9 (64.2)                  | 17.4 (63.3)                  | 19.4 (66.9)                  | 22.5 (72.5)                  | 25.3 (77.5)                  | 26.9 (80.4)                  | 28.9 (84.0)                  | 24.1 (75.4)                  |
| Tối thiểu trung bình ngày °C (°F)       | 16.9 (62.4)                  | 16.9 (62.4)                  | 14.7 (58.5)                  | 10.5 (50.9)                  | 7.5 (45.5)                   | 5.8 (42.4)                   | 4.1 (39.4)                   | 4.5 (40.1)                   | 7.0 (44.6)                   | 9.7 (49.5)                   | 13.0 (55.4)                  | 15.0 (59.0)                  | 10.5 (50.9)                  |
| Thấp kỉ lục °C (°F)                     | 6.1 (43.0)                   | 6.1 (43.0)                   | 4.4 (39.9)                   | −1.2 (29.8)                  | −3.8 (25.2)                  | −4.3 (24.3)                  | −6.7 (19.9)                  | −6.7 (19.9)                  | −2.8 (27.0)                  | −0.6 (30.9)                  | 2.8 (37.0)                   | 2.8 (37.0)                   | −6.7 (19.9)                  |
| Lượng Giáng thủy trung bình mm (inches) | 81.2 (3.20)                  | 97.8 (3.85)                  | 72.6 (2.86)                  | 57.7 (2.27)                  | 41.0 (1.61)                  | 58.3 (2.30)                  | 28.1 (1.11)                  | 34.6 (1.36)                  | 45.5 (1.79)                  | 51.1 (2.01)                  | 74.4 (2.93)                  | 80.3 (3.16)                  | 743.3 (29.26)                |
| Số ngày giáng thủy trung bình           | 10.1                         | 10.8                         | 10.1                         | 9.7                          | 9.3                          | 9.8                          | 8.2                          | 8.0                          | 8.1                          | 9.6                          | 10.1                         | 10.6                         | 114.4                        |
| Nguồn:                                  |                              |                              |                              |                              |                              |                              |                              |                              |                              |                              |                              |                              |                              |